# Padingbüttel
Padingbüttel är en ortsteil i kommunen Wurster Nordseeküste i Landkreis Cuxhaven i förbundslandet Niedersachsen i Tyskland. Padingbüttel var en kommun fram till 1 januari 2015 när den uppgick i Wurster Nordseeküste. Kommunen Padingbüttel hade 485 invånare 2014.